# François Borde
François Borde (ur. 8 grudnia 1899 w Lourdes, zm. 15 grudnia 1987 w Bajonnie) – francuski rugbysta grający na pozycji środkowego ataku, olimpijczyk, zdobywca srebrnego medalu w turnieju rugby union na Letnich Igrzyskach Olimpijskich w 1920 roku w Antwerpii, mistrz Francji w latach 1922, 1923, 1924, 1926 i 1927.

## Kariera sportowa
Na początku kariery sportowej reprezentował kluby Stadoceste tarbais i FC Lourdais, z kolejnymi dwoma natomiast wystąpił w sześciu finałach mistrzostw Francji: z Racing Club de France przegrał w finale w 1920 roku, a ze Stade Toulousain zdobył tytuł mistrzowski w latach 1922, 1923, 1924, 1926 i 1927.
Z reprezentacją Francji uczestniczył w turnieju rugby union na Letnich Igrzyskach Olimpijskich 1920. W rozegranym 5 września 1920 roku na Stadionie Olimpijskim spotkaniu Francuzi ulegli reprezentacji USA 0:8. Jako że był to jedyny mecz rozegrany podczas tych zawodów, oznaczało to zdobycie przez nich srebrnego medalu.
W reprezentacji Francji, której był również kapitanem, w latach 1920–1926 rozegrał łącznie 12 spotkań zdobywając 3 punkty. Jedyne punkty w kadrze zdobył w meczu z Amerykanami 10 października 1920 roku.
Po zakończeniu kariery sportowej został poborcą podatkowym w Bajonnie.